# James Inglis Hamilton
Pour les articles homonymes, voir James Hamilton et Hamilton.
James Inglis Hamilton (né avant 1742 et mort le 27 juillet 1803) est un soldat écossais. Il s'est enrôlé dans la British Army en 1755 et a commandé plusieurs régiments. Pendant la guerre de Sept Ans (1756-1763), Hamilton combat dans le siège de Fort Saint-Philippe (en), le raid sur Saint-Malo, et la prise de Belle-Île-en-Mer.
Au cours de la guerre d'indépendance des États-Unis (1775-1783), Hamilton prend part à l'invasion du Canada et à la bataille de Saratoga, commandant la colonne du milieu au cours de cette dernière. Il fait partie de la Convention Army (en), emprisonné à Cambridge dans le Massachusetts après sa reddition à la suite de la bataille de Saratoga.